# 齐树楷

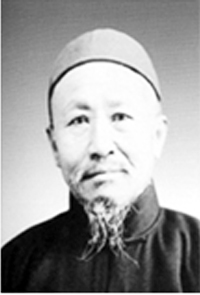

齐树楷（1869年—1953年），自號隱齋。直隶高陽县人，清末民初政治人物、教育家、学者。

## 生平
曾遷居莘橋鎮蠡縣曲堤莊村。
齐树楷18歲考取秀才，就學於清苑縣王錫三門下。清光緒十九年（1893）考取舉人，見國事日壞，遂放棄仕途念頭，一心舉辦教育。曾在高陽教書，從學者甚眾。他提倡剪辮子、女子上學及義務教育等，不同意康、梁改良式的變法，主張從根本上推翻清王朝。光绪三十年（1904年），与王葆真、阎凤阁、王振尧、王法勤等人同船赴日本早稻田大學開設的政法特別班學習。归国后，历任清朝顺直谘议局议员、资政院议员。还曾为帝国宪政实进会成员，宪友会顺直支部成员。回國後本擬先回高陽繼續教書，剛至天津，因直隸省財政廳長高凌蔚輓留，任財政廳課長數月，即辭職創辦天津私立法政學校。教師多是早稻田大學的同學。
期間，另一些留日學生邀請齊為校董，創辦起天津第一個私立中學—覺民中學，不久又有齊振林、郝仲清、陳幼雲等，也請齊為校董，在保定創辦育德中學。
民国八年（1919年），民國總統徐世昌欲以私財建立一所中學，找到正辦理興學的齐树楷，因符合辦學宿志，齐树楷應允，並將用顏李求實的學術思想和孔子“導之以德”的施教方針來培養人才的方略談出，並提出除在北京建立中學外，同時在蠡縣建立一所小學以紀念李塨，得到徐世昌贊同，並批准了籌備方案。選中府右街原清朝太僕寺養馬場作為校址。即以“四存”（存性、存學、存治、存人)為名，建立北京四存中學。籌辦中學同時，為宣揚顏李學說，齐树楷聯合知名人士成立了四存學會，共同研究顏李學術。
民国十年（1921年），四存学会创办了北京四存中学，四存中學落成，齐树楷任第一任校長，自创办起至民国二十六年（1937年）七七事变爆发，任校长共16年半。 四存中學以“尚實學、尚實習、尚實行”為校訓，培養學生成為經世致用的人才。後演變為北京第八中學。四存中學從1921年開學，三年以後，每年投考人數甚多，與第四中學、北師大附中同在前列。曾連續五年在北京市中學成績比賽中名列第一。
民国二十五年（1936年），东齐庄四存小学校长齐焘主持重修位於蠡县大曲堤村的齐氏家祠(齐公祠)，时任北平四存中学校董的齐树楷以及原军学司司长、陆军次长齐振林均为此次重修贡献了力量。后事不详。
1953年在北京逝世。

## 著作
齊樹楷著有《父訓母教》、《顏李學術自修指義》、《論語新解》、《孔孟社會主義》、《顏李叢書補》。
- 中國名學考略
- 十三經鈔
- 移民论
- 颜李文钞
- 颜李自修指义
- 史记意
- 文说
- 中国历史阐微
- 论语大义